# Cosio Valtellino
Cosio Valtellino es una localidad y comune italiana de la provincia de Sondrio, región de Lombardía, con 5.205 habitantes.

## Evolución demográfica
| Gráfica de evolución demográfica de Cosio Valtellino entre 1861 y 2001 |
|                                                                        |
| Fuente ISTAT - elaboración gráfica de Wikipedia                        |